# Eucalyptus coolabah
Eucalyptus coolabah là một loài thực vật có hoa trong Họ Đào kim nương. Loài này được Blakely & Jacobs mô tả khoa học đầu tiên năm 1934.

## Hình ảnh

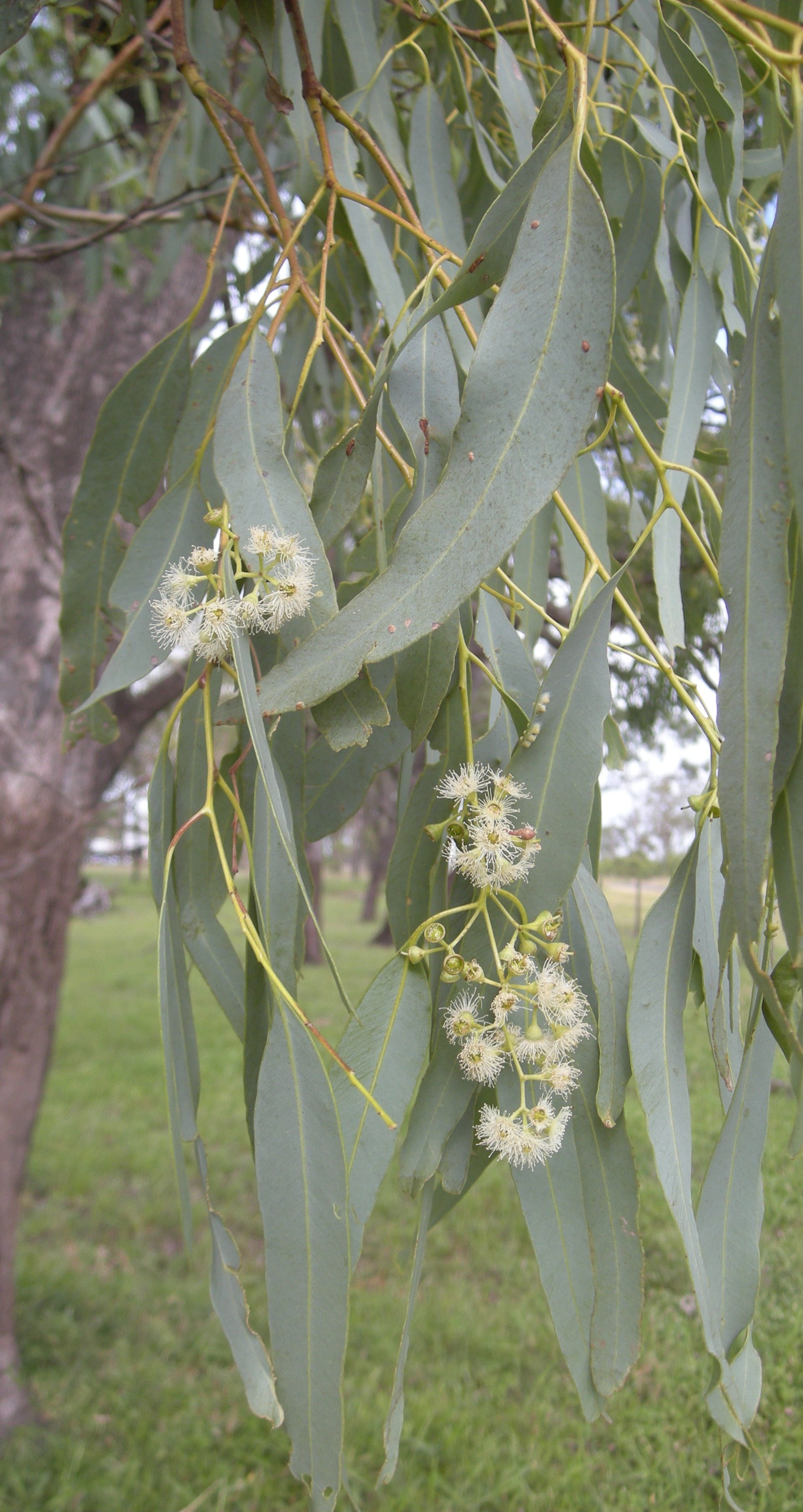
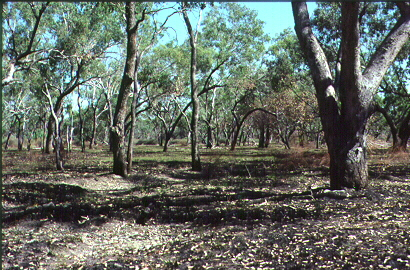
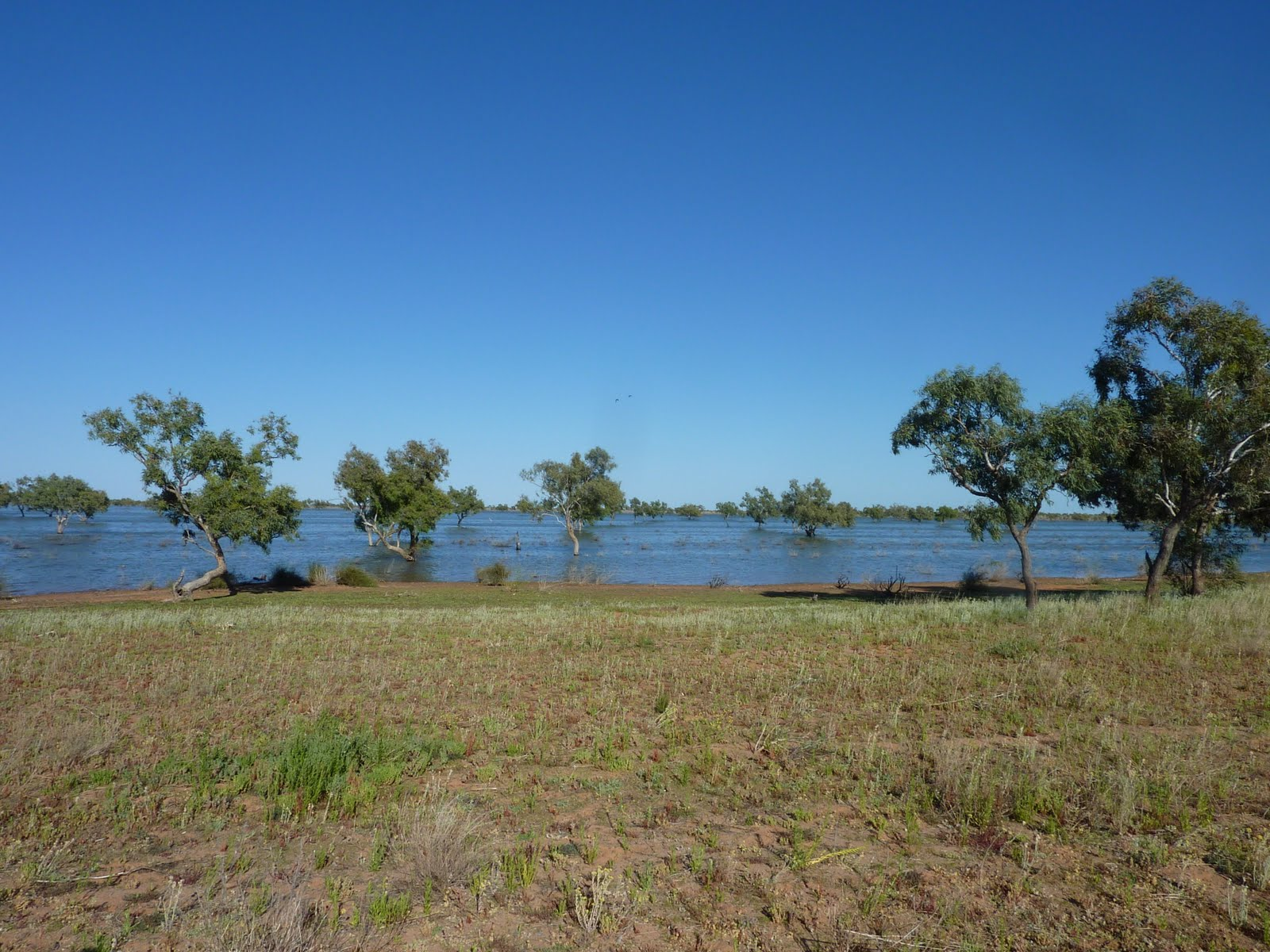
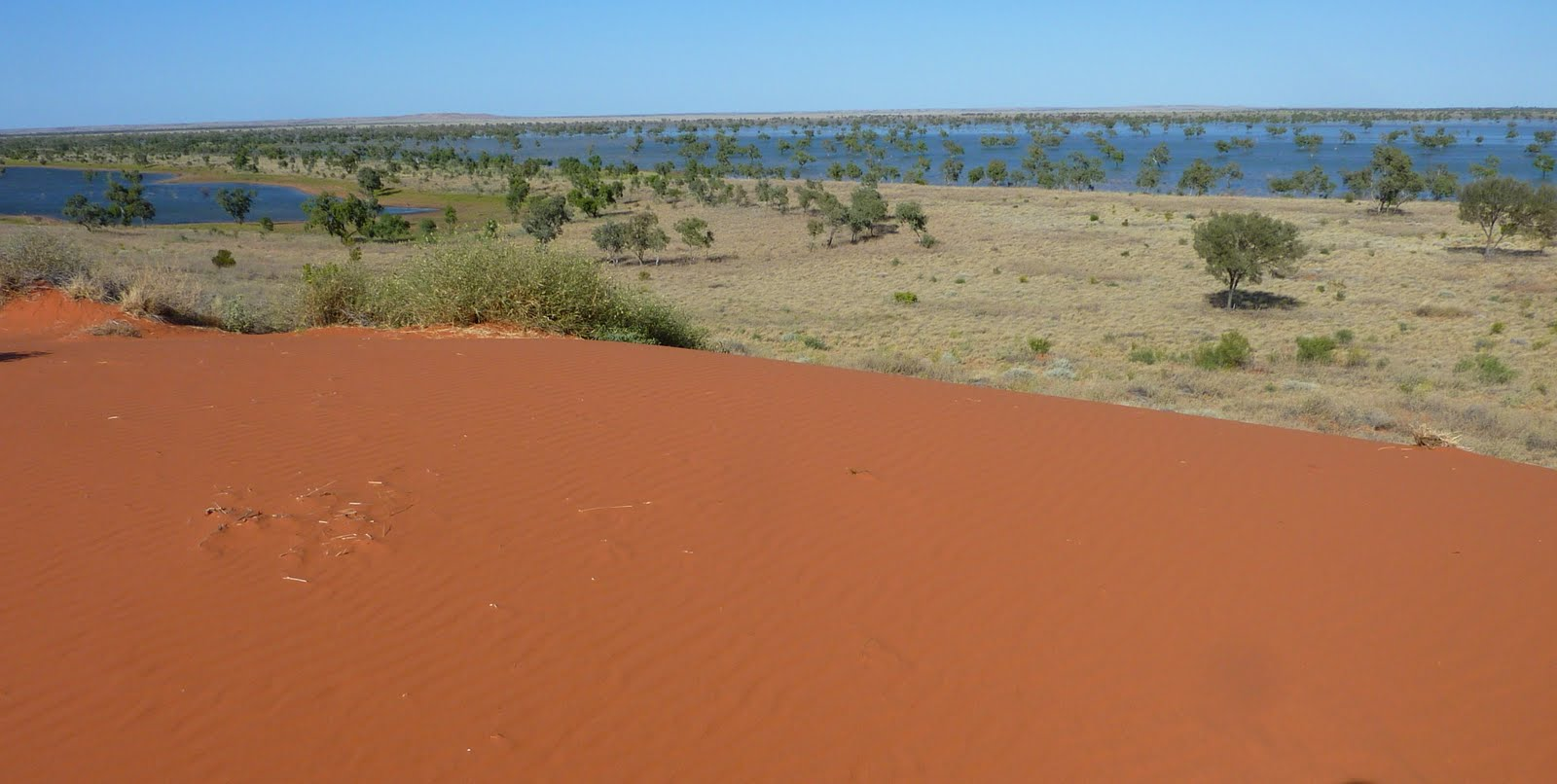